# Albert Deutsch Maceljski
Albert Deutsch Maceljski (Zagreb, 10. srpnja 1867. - ?, 7. srpnja 1952.), hrvatski veletrgovac i industrijalac iz poznate hrvatske plemenite obitelji Deutscha Maceljskih.

## Životopis
Odigrao je veliku ulogu u veletrgovini i industriji zemlje. Radio u očevoj obitelji u »Filip Deutsch i sin«. Školovao se na učilištima u inozemstvu. Bio je umješni i iskusni voditelj trgovine drvom i radom u drvnoj struci. Znanje i iskustvo došlo do izražaja ljeta 1926. za vrijeme krize u drvnoj industriji Kraljevine SHS, koja je nastupila zbog rastuće ponude ruskog drveta na europskom tržištu. Organizirao je i povezao proizvođače i trgovce u drvnoj struci. Sudjelovao je u osnivanju Saveza industrijalaca i trgovaca šumskih proizvoda Kraljevine SHS u Zagrebu.
Zauzimao se za to svi veliki industrijalci drvene struke nastupaju na domaćem i europskem tržištu organizirano i jedinstveno. Zastupao je stav da je drvo vrlo važna roba u međunarodnoj trgovini i u kriznom razdoblju, a da svjetsko tržište neprestano se mora pratiti i istraživati, osnivati i održavati međunarodne prodajne centre te uklanjati trgovinske barijere koje stvaraju pojedine države te da bi proizvođače u nastupu morala pomagati država. Zbog takvih motrišta i rada postao je potpredsjednik Zagrebačke burze za robu i vrednote (1932–39). Potpredsjednik u isto vrijeme Udruženja industrijalaca Savske banovine i pročelnik industrijskog odsjeka te član Carinskog i saobraćajnog odbora u Trgovačkoj i obrtničkoj komori u Zagrebu. Pisao je članke o šumskoj privredi i drvnoj industriji.